# Richard Bergström (kammarråd)
För andra betydelser, se Rikard Bergström.
Per Richard Benedikt Bergström, född 21 mars 1868 i Klara församling i Stockholm, död 29 oktober 1928 i Kungsholms församling i Stockholm, var ett svenskt kammarråd.

## Biografi
Bergström var son till bibliotekarien Richard Bergström och Beate Nylund. Efter hovrättsexamen i Uppsala 1893 följde tingstjänstgöring och tjänstgöring vid Stockholms rådstugurätt. Han blev inskrivare vid kammarkollegiet 1896, notarie 1904, advokatfiskal 1910 och kammarråd 1912. Han var biträde i prästlöneregleringskommittén 1898–1899, sakkunnig i kronolägenhetskommittén 1914–1920 och gjorde utredningen "Om stadgad åborätt" 1919–1920.

## Familj
Richard Bergström gifte sig 1912 med Jenny Glimstedt (1879–1962), dotter till justitierådet Peter Olof Glimstedt och Alida Hichens, samt tidigare gift med kamreren Axel Henry Ström (1880–1921). Hon var syster till militären Per Glimstedt.
Makarna Bergström fick tre barn: diplomaten Dick Hichens-Bergström (1913–1989), Eva Bergman (1915–1965) och operasångaren Margareta Bergström-Kärde (1919–2006).
Makarna Bergström är begravda på Norra begravningsplatsen utanför Stockholm.